# Lynyrd Skynyrd Lyve: The Vicious Cycle Tour
Lynyrd Skynyrd Lyve: The Vicious Cycle Tour è un album live del gruppo musicale southern rock statunitense Lynyrd Skynyrd. L'album è derivato dal The Vicious Cycle Tour, un tour fatto per celebrare i trent'anni di attività del gruppo o, com'è scritto sulla copertina dell'album, "30 Years of Rock 'n' Roll".
La registrazione dell'album è stata fatta durante il concerto tenuto dalla band all'Amsouth Amphitheater, ad Antioch, un sobborgo di Nashville, Tennessee, l'11 luglio 2003.
All'inizio furono fatte due versioni dell'album, una contenente due CD con inciso l'intero concerto ed una con il corrispondente DVD, solo più tardi le due versioni furono distribuite assieme in un cofanetto.

## Tracce

### Disco 1
1. "That's How I Like It" (Gary Rossington, Johnny Van Zant, Rickey Medlocke, Hughie Thomasson, Eric Blair - 5:08
2. "What's Your Name?" (Gary Rossington, Ronnie Van Zant) - 3:38
3. "I Know a Little" (Steve Gaines) - 5:58
4. "Pick 'Em Up" (Johnny Van Zant, Rickey Medlocke, Tom Hambridge) - 5:08
5. "Simple Man" (Gary Rossington, Ronnie Van Zant) - 7:40
6. "That Smell" (Allen Collins, Ronnie Van Zant) - 6:46
7. " Red White & Blue" (Johnny Van Zant, Donnie Van Zant, Brad Warren, Brett Warren) - 6:16
8. "Down South Jukin'" (Gary Rossington, Ronnie Van Zant) - 1:36
9. "Gimme Back My Bullets" (Gary Rossington, Ronnie Van Zant) - 2:12
10. "Double Trouble" (Allen Collins, Ronnie Van Zant) - 1:46
11. "The Ballad of Curtis Loew" (Allen Collins, Ronnie Van Zant) - 4:21
12. "Tuesday's Gone" (Allen Collins, Ronnie Van Zant) - 7:02
13. "Mississippi Kid" (Al Kooper, Ronnie Van Zant, Bob Burns) - 4:03

### Disco 2
1. "Workin'" (Gary Rossington, Johnny Van Zant, Rickey Medlocke, Hughie Thomasson) - 5:51
2. "Gimme Three Steps" (Allen Collins, Ronnie Van Zant) - 4:56
3. "Call Me the Breeze" (J.J. Cale) - 6:17
4. "Sweet Home Alabama" (Ed King, Gary Rossington, Ronnie Van Zant) - 6:37
5. "The Way" (Gary Rossington, Johnny Van Zant, Rickey Medlocke, Hughie Thomasson) - 5:57
6. "Free Bird" (Allen Collins, Ronnie Van Zant) - 12:38

### DVD
1. "That's How I Like It" (Gary Rossington, Johnny Van Zant, Rickey Medlocke, Hughie Thomasson, Eric Blair)
2. "What's Your Name?" (Gary Rossington, Ronnie Van Zant)
3. "I Know A Little" (Steve Gaines)
4. "Pick 'Em Up" (Johnny Van Zant, Rickey Medlocke, Tom Hambridge)
5. "Simple Man" (Gary Rossington, Ronnie Van Zant)
6. "That Smell" (Allen Collins, Ronnie Van Zant)
7. "Red White & Blue" (Johnny Van Zant, Donnie Van Zant, Brad Warren, Brett Warren)
8. "Down South Jukin'" (Gary Rossington, Ronnie Van Zant)
9. "Gimme Back My Bullets" (Gary Rossington, Ronnie Van Zant)
10. "Double Trouble" (Allen Collins, Ronnie Van Zant)
11. "The Ballad of Curtis Loew" (Allen Collins, Ronnie Van Zant)
12. "Tuesday's Gone" (Allen Collins, Ronnie Van Zant)
13. "Mississippi Kid" (Al Kooper, Ronnie Van Zant, Bob Burns)
14. "Workin'" (Gary Rossington, Johnny Van Zant, Rickey Medlocke, Hughie Thomasson)
15. "Gimme 3 Steps" (Allen Collins, Ronnie Van Zant)
16. "Call Me The Breeze" (J.J. Cale)
17. "Sweet Home Alabama" (Ed King, Gary Rossington, Ronnie Van Zant)
18. "Travelin' Man" (Leon Wilkeson, Ronnie Van Zant)
19. "The Way" (Gary Rossington, Johnny Van Zant, Rickey Medlocke, Hughie Thomasson)
20. "Free Bird" (Allen Collins, Ronnie Van Zant)
21. "Lucky Man" (Credits) (Gary Rossington, Johnny Van Zant, Rickey Medlocke, Hughie Thomasson)

## Formazione
Gruppo
- Johnny Van Zant - voce
- Gary Rossington - chitarra
- Billy Powell - organo, tastiera
- Rickey Medlocke - chitarra, mandolino, voce
- Hughie Thomasson - chitarra, voce
- Ean Evans - basso, voce
- Michael Cartellone - batteria
- Dale Krantz-Rossington - cori
- Carol Chase - cori

Collaboratori
- Jim Horn - sassofono (leader)
- Samuel B. Levine - sassofono
- Steve G. Patrick - tromba
- Connie Ellisor - violino (leader)
- James Grosjean - violino
- Anthony La Marchina - violoncello
- Pamela Sixfin - violino
- Alan R. Umstead - violino
- Mary Kathryn Van Osdale - violino
- Steve "Boxcar" Traum - armonica a bocca